# Ispas (stacja kolejowa)
Ispas (ukr. Іспас, rum. Ispas, ros. Испас) – stacja kolejowa w miejscowości Ispas, w rejonie wyżnickim, w obwodzie czerniowieckim, na Ukrainie. Położona jest na linii Zawale – Wyżnica.
Przed II wojną światową przystanek kolejowy.